# Municipio de Ward (Indiana)
El municipio de Ward (en inglés: Ward Township) es un municipio ubicado en el condado de Randolph en el estado estadounidense de Indiana. En el año 2010 tenía una población de 1109 habitantes y una densidad poblacional de 11,61 personas por km².

## Geografía
Según la Oficina del Censo de los Estados Unidos, tiene una superficie total de 95.52 km², de la cual 95,18 km² corresponden a tierra firme y (0,36 %) 0,34 km² es agua.

## Demografía
Según el censo de 2010, había 1109 personas residiendo. La densidad de población era de 11,61 hab./km². De los 1109 habitantes, estaba compuesto por el 98,56 % blancos, el 0,45 % eran afroamericanos, el 0,09 % eran amerindios, el 0,09 % eran asiáticos, el 0,36 % eran de otras razas y el 0,45 % eran de una mezcla de razas. Del total de la población el 1,35 % eran hispanos o latinos de cualquier raza.